# Awerkiusz (Kiedrow)
Awerkiusz, imię świeckie: Polikarp Pietrowicz Kiedrow (ur. 18 lutego?/2 marca 1879 w Jarańsku, zm. 27 listopada 1937 w Birsku) – biskup Rosyjskiego Kościoła Prawosławnego. Święty nowomęczennik.

## Życiorys
Urodził się w rodzinie kapłana prawosławnego. Jego bracia również zostali biskupami prawosławnymi (Pachomiusz (Kiedrow) został arcybiskupem czernihowskim, zaś Michał (Kiedrow) – biskupem wrocławsko-szczecińskim w Polskim Autokefalicznym Kościele Prawosławnym). W 1900 ukończył seminarium duchowne w Wiatce, zaś cztery lata później – studia teologiczne w Petersburskiej Akademii Duchownej. Jako kandydat teologii został skierowany do seminarium duchownego w Wilnie jako wykładowca Pisma Świętego. Według różnych źródeł śluby mnisze złożył 2 lub 5 lipca 1910 przed arcybiskupem wyborskim i fińskim Sergiuszem (Stragorodskim). 4 lipca tego samego roku został hierodiakonem, zaś następnego dnia został hieromnichem.
W 1911 został rektorem Wołyńskiego Seminarium Duchownego, już jako archimandryta. 27 czerwca 1915 miała miejsce jego chirotonia na biskupa pomocniczego eparchii wołyńskiej z tytułem biskupa ostrogskiego. W 1917 wyjechał z Wołynia na Sobór Lokalny Rosyjskiego Kościoła Prawosławnego. W 1920 podniesiony do godności arcybiskupiej. Od 1922 jego tytuł brzmiał: arcybiskup wołyński i żytomierski. Jednak w tym samym roku został aresztowany i skazany na zesłanie do Uzbekistanu, przy czym już po dwóch latach pozwolono mu na powrót do Moskwy. Stamtąd ponownie przyjechał do Żytomierza, gdzie w listopadzie 1926 został aresztowany. Początkowo przetrzymywany w więzieniach w Żytomierzu i na Butyrkach, został ponownie skazany na zesłanie do Archangielska.
W 1927, po wydaniu przez locum tenens tronu patriarszego Moskwy Sergiusza deklaracji lojalności wobec władz ZSRR poparł opozycję wobec niego (tzw. antysergianie). W związku z tym w 1929 został aresztowany ponownie i skazany na dalsze trzy lata zsyłki w Archangielsku. W różnych miastach na północy europejskiej części Rosji przebywał do 1935, kiedy został ponownie aresztowany i skazany na zesłanie do Birska. 23 czerwca 1937 został tam aresztowany i skazany na śmierć przez rozstrzelanie. Wyrok wykonano 27 listopada tego samego roku.
W 2000 kanonizowany jako jeden z Soboru Nowomęczenników i Wyznawców Rosyjskich.